# 唐廷枢

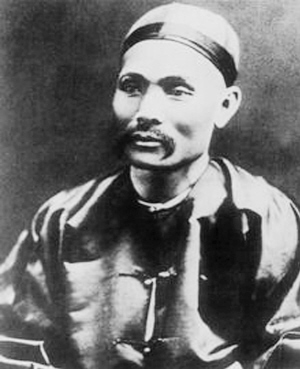
唐廷枢

唐 廷枢（とう ていすう、Tang Tingshu、1832年5月19日 - 1892年10月7日）は、清末の官僚。初名は傑、字は建時、号は景星または鏡心。洋務運動の推進者の1人。広東省香山県唐家村（現在の珠海市香洲区唐家湾鎮）出身。

## 生涯
道光22年（1842年）、香港のモリソン記念学校に入学。同窓に容閎・黄勝・黄寛がいる。6年間の学校生活で英語を身につけ、道光28年（1848年）に卒業した。咸豊元年（1851年）より香港政庁で通訳として勤務、そこで中国海関総税務司のホレーショ・ネルソン・レイと知り合い、咸豊8年（1858年）にレイの紹介で上海に赴き、上海の税関の通訳兼事務長となった。
咸豊11年（1861年）に税関の職を辞して綿花業の「修華号」を創設した。これは清国内の綿花をジャーディン・マセソン商会に卸すのを主要な業務としていた。同治2年（1863年）にジャーディン・マセソンに入社し、金銭の管理、物資の購入、海運の開設、市場の拡大についての責任者となり、同社の天津事務所で買弁として活動した。なお、商会入社の1年前の同治元年（1862年）には英語辞典・英語教科書である『英語集全』を出版している。
同治12年（1873年）に10年間務めたジャーディン・マセソン商会も辞職し、李鴻章の招きで中国最初の近代的海運企業・輪船招商局の総裁となった。就任後、招商局の資本を20万両から100万両に拡大させ、招商局は清で最大の海運企業となった。
光緒2年（1876年）、李鴻章の依頼で直隷省の開平炭鉱の開山の準備にあたり、同年に開平炭鉱は「官督商弁」（官が監督し民間が経営する）の形で正式に成立した。これは当時としては最新鋭の設備を有した、中国で初の株式会社であった。開平炭鉱で生産された石炭を輸送するため、光緒7年（1881年）より鉄道の建設を始めたが、保守派の反対を受け西太后により投獄されるも間もなく釈放された。光緒11年（1885年）より輪船招商局を離れ、開平炭鉱の経営に専念した。
この他、光緒元年（1875年）から12年（1886年）まで多くの保険会社を設立し「中国の保険業の父」と呼ばれている。